# Silvia Fiorini
Silvia Fiorini (Firenze, 24 dicembre 1969) è un'ex calciatrice italiana, di ruolo attaccante.
Campionessa italiana con l'Agliana al termine della stagione 1994-1995 vanta anche numerose presenze nella nazionale italiana
Il 15 Dicembre del 2011 a Scandicci le è stato assegnato il riconoscimento "Notte del Pallone rosa - Premio Maria Nisticò" 1ª Edizione.

## Palmarès
- Campionato italiano: 1

Agliana: 1994-1995